# روبرت سي هارفي
روبرت سي هارفي (بالإنجليزية: R. C. Harvey)‏ هو كاتب ورسام كارتون أمريكي، ولد في 1937 في الولايات المتحدة.

## وصلات خارجية
- الموقع الرسمي